# Янсаєвський заказник
Державний зоологічний мисливський заказник «Янсаєвський» (рос. Государственный зоологический охотничий заказник «Янсаевский») — заказник площею 200 тисяч га в Свердловській області, займає північно-східну частину (в лівобережжі Тури) Махньовського муніципального утворення в Алапаєвському районі.
Заказник створено 11 серпня 1967 року для збереження і підвищення чисельності мисливських тварин. До природного комплексу заказника відносяться лось, білка, заєць-біляк, колонок, куниця, горностай, рись, борсук, ведмідь, кабан, лисиця червона та ін